# Suzanne Chaigneau
Suzanne Chaigneau   (14 de juny de 1875 - 13 d'abril de 1946) va ser una violinista i músic de cambra francesa i una destacada professora de violí.
Va passar la seva infància entre Barbizon i París, rebent la seva educació musical de la seva mare i amics de la família, inclosos Charles Lamoureux i Camille Chevillard. Amb les seves germanes va formar un trio de piano que va donar el seu primer concert a París el 25 de febrer de 1895.
Era filla del pintor Ferdinand Chaigneau i Louise Deger, germana bessona de la violoncel·lista Marguerite i germana de la pianista Thérèse, amb qui interpretava el Trio Chaigneau. El 1910 es va casar amb el fill del violinista Joseph Joachim, Hermann Joachim, oficial de l'exèrcit alemany, i va ser la mare de la cantant Irène Joachim. La casa de Chaigneau va acollir molts visitants artístics i també es va considerar propera a l'Afer Dreyfus, amb Georges Picquart entre altres visitants de la casa.
El Trio Chaigneau va tocar a Londres i Edimburg i, amb l'ajut de Joachim, va realitzar una gira per Alemanya el 1905. El seu repertori eren tant els clàssics austro-alemanys (Beethoven, Brahms, Mozart) com els compositors francesos moderns. A part d'algunes aparicions el 1920, el trio va acabar al començament de la Primera Guerra Mundial.
Suzanne Chaigneau va quedar aturada a Berlín durant la guerra i el seu marit va morir de tuberculosi el 1917. Tot i així, va poder continuar amb l'activitat musical que la va posar en contacte amb Wanda Landowska i Carl Flesch. Tot i que va poder enviar la seva filla a França el 1918, ella mateixa només va poder tornar cap al 1920. De tornada a París va ensenyar el violí i va fundar "l'Institut moderne du violon" amb Lucien Capet el 1924. També es va convertir en corresponsal musical de la berlinesa "Tageblatt", signant els seus articles com a "S Francoeur".
El 1926 i el 1927 Chaigneau va passar un temps a Chicago amb la família Yanker per ensenyar-li el mètode del violí. Entre els seus llibres sobre el joc de violí s'incloïa L'Art d'etudier, a més d'una traducció del Journal Intime of Novalis.